# Захаров, Дмитрий Борисович
Дмитрий Борисович Захаров (29 января 1971, Ревда, Свердловская область) — советский и российский футболист и игрок в мини-футбол, нападающий и полузащитник.

## Биография
Воспитанник спортивного клуба «Темп» (Ревда) (тренер — Валерий Соколов) и футбольной школы клуба «Уралмаш». В 1989 году дебютировал во взрослой команде «Уралмаша» во второй лиге, сыграл девять матчей. Затем два с половиной сезона выступал на любительском уровне. В ходе сезона 1992 года перешёл в «Горняк» (Качканар), затем играл за «Уралец» (Нижний Тагил) и снова за «Горняк».
Летом 1996 года перешёл в «Уралмаш», который вёл борьбу за выживание в высшей лиге. Дебютный матч в высшей лиге провёл 7 августа 1996 года против тольяттинской «Лады», заменив на 73-й минуте Олега Кокарева. До конца сезона принял участие в 10 матчах высшего дивизиона, во всех из них выходил на замену во втором тайме, и не смог помочь клубу спастись от вылета.
В 1997 году играл за «Иртыш» Тобольск, после этого на сезон вернулся в качканарский «Горняк», а с 1999 года до конца карьеры несколько сезонов выступал за «Уралец НТ».
Помимо большого футбола, выступал в мини-футболе за екатеринбургские клубы УПИ, ВИЗ и «Альфа».

## Личная жизнь
Старший сын, Артём — хоккеист, выступал за ХК «Чебоксары». Младший сын занимается футболом.